# Адміністративний устрій Пирятинського району
Адміністративний поділ Пирятинського району — адміністративно-територіальний поділ Пирятинського району Полтавської області на 1 міську громаду і 13 сільських рад, які об'єднують 43 населені пункти.

## Список громадПирятинського району
| № | Назва                      | Центр      | Населені пункти | Площа км² | Місце за площею | Населення (2001), чол. | Місце за населенням |
| - | -------------------------- | ---------- | --- | --------- | --------------- | ---------------------- | ------------------- |
| 1 | Пирятинська міська громада | м. Пирятин | м Пирятин с. Верхоярівка с. Голобородька с. Замостище с. Заріччя с. Ївженки с. Калинів Міст с. Могилівщина c. Олександрівка с. Рівне |           |                 |                        |                     |

## Список сільських радПирятинського району
| №  | Назва                          | Центр             | Населені пункти                                                             | Площа км² | Місце за площею | Населення (2001), чол. | Місце за населенням |
| -- | ------------------------------ | ----------------- | --------------------------------------------------------------------------- | --------- | --------------- | ---------------------- | ------------------- |
| 1  | Березоворудська сільська рада  | c. Березова Рудка | c. Березова Рудка с. Вечірки с. Крячківка с. Мар'їнське                     |           |                 |                        |                     |
| 2  | Білоцерківська сільська рада   | c. Білоцерківці   | c. Білоцерківці с. Яцини                                                    |           |                 |                        |                     |
| 3  | Великокручанська сільська рада | c. Велика Круча   | c. Велика Круча с. Мала Круча с. Повстин                                    |           |                 |                        |                     |
| 4  | Вікторійська сільська рада     | c. Вікторія       | c. Вікторія с. Архемівка                                                    |           |                 |                        |                     |
| 5  | Грабарівська сільська рада     | c. Грабарівка     | c. Грабарівка                                                               |           |                 |                        |                     |
| 6  | Давидівська сільська рада      | c. Давидівка      | c. Давидівка с. Гурбинці с. Кроти с. Нові Мартиновичі                       |           |                 |                        |                     |
| 7  | Дейманівська сільська рада     | c. Дейманівка     | c. Дейманівка с. Прихідьки с. Шкурати                                       |           |                 |                        |                     |
| 8  | Каплинцівська сільська рада    | c. Каплинці       | c. Каплинці с. Усівка                                                       |           |                 |                        |                     |
| 9  | Малютинська сільська рада      | c. Малютинці      | c. Малютинці                                                                |           |                 |                        |                     |
| 10 | Сасинівська сільська рада      | c. Сасинівка      | c. Сасинівка с. Кейбалівка с. Леляки с. Меченки с. Першотравневе с. Червоне |           |                 |                        |                     |
| 11 | Смотриківська сільська рада    | c. Смотрики       | c. Смотрики                                                                 |           |                 |                        |                     |
| 12 | Теплівська сільська рада       | c. Теплівка       | c. Теплівка                                                                 |           |                 |                        |                     |
| 13 | Харковецька сільська рада      | c. Харківці       | c. Харківці с. Високе с. Вишневе                                            |           |                 |                        |                     |

* Примітки: м. - місто, с. - село

## Колишній населений пункт
- Іршиківка († 1987)